# Вилори
Вилори́ (фр. Vilory) — коммуна во Франции, находится в регионе Франш-Конте. Департамент — Верхняя Сона. Входит в состав кантона Везуль-Эст. Округ коммуны — Везуль.
Код INSEE коммуны — 70569.

## География
Коммуна расположена приблизительно в 320 км к юго-востоку от Парижа, в 60 км севернее Безансона, в 13 км к северо-востоку от Везуля.

## Население
Население коммуны на 2010 год составляло 86 человек.
| 1962 | 1968 | 1975 | 1982 | 1990 | 1999 | 2010 |
| ---- | ---- | ---- | ---- | ---- | ---- | ---- |
| 49   | 53   | 55   | 56   | 89   | 95   | 86   |

## Экономика

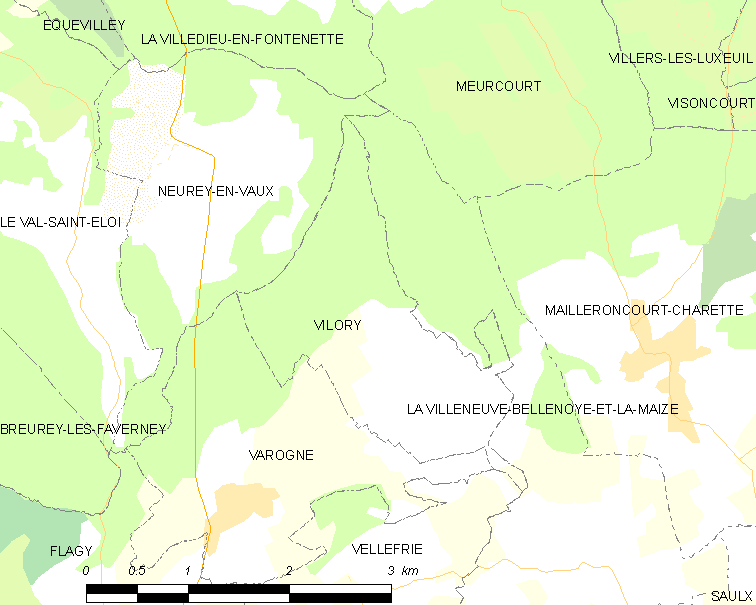
Карта коммуны

В 2010 году среди 62 человек трудоспособного возраста (15—64 лет) 47 были экономически активными, 15 — неактивными (показатель активности — 75,8 %, в 1999 году было 56,7 %). Из 47 активных жителей работали 41 человек (25 мужчин и 16 женщин), безработных было 6 (4 мужчины и 2 женщины). Среди 15 неактивных 7 человек были учениками или студентами, 6 — пенсионерами, 2 были неактивными по другим причинам.